# Jonna Liljendahl
Jonna Lisa Liljendahl (* 6. November 1970 in Stockholm) ist eine ehemalige schwedische Schauspielerin.
Internationale Bekanntheit erlangte Liljendahl als Madita in den gleichnamigen Lindgren-Verfilmungen Ende der 1970er Jahre. Theaterregisseur Göran Graffman inszenierte mit ihr zwei erfolgreiche Kinderfilme sowie eine sechsteilige Fernsehserie. Madita war ihre einzige Arbeit, sie wirkte in keinen weiteren Produktionen mit.
In Deutschland wurde die Fernsehserie, ergänzt um vier aus den Filmen geschnittenen Folgen, als sogenannte Weihnachtsserie 1980 im ZDF ausgestrahlt.
Liliendahl arbeitet als Produktionsleiterin einer Werbeagentur, hat zwei Kinder und lebt in Stockholm.

## Filmografie (Auswahl)
- 1979: Madita (Madicken, Fernsehserie)
- 1979: Madita (Du är inte klok Madicken)
- 1980: Madita und Pim (Madicken på Junibacken)